# Bibliographie en sociologie du développement
 (août 2024).
- Si vous ne connaissez pas le sujet, laissez ce bandeau (vous pouvez alors contacter les auteurs).
- Si vous supprimez le contenu mis en cause (vous pouvez préalablement contacter les auteurs),

argumentez précisément cette suppression dans la page de discussion
(un manque de référence n'est pas un argument ; une recherche réelle de référence doit avoir été effectuée, être formellement documentée).

## Ouvrages
- M. Abélès, L. Charles, H-P. Jeudy et B. Kalaora (dir.), L’environnement en perspective : contextes et représentations de l’environnement, Paris, L’Harmattan, 2000
- P. Acot, Histoire de l’écologie, PUF, coll. « La politique éclatée », 1988
- P. Alphandéry, P. Bitoun et Y. Dupont, L’équivoque écologique, Paris, La Découverte, coll. « Essais », 1991
- Raymond Aron, Les désillusions du progrès : essai sur la dialectique de la modernité, Paris, Calmann-Lévy, coll. « Agora », 1987 (1re éd. 1969)
- Gérard Azoulay, Les théories du développement : du rattrapage des retards à l’explosion des inégalités, Rennes, Presses Universitaires de Rennes, coll. « Didact Économie », 2002
- Ulrich Beck, La société du risque : sur la voie d’une autre modernité, Paris, Aubier, coll. « Alto », 2001 (1re éd. 1986)
- Dominique Bourg et Jean-Michel Besnier (dir.), Peut-on encore croire au progrès ?, Paris, PUF, 2000
- A. Cadoret, Protection de la nature, histoire et idéologie, de la nature à l’environnement, Paris, L’Harmattan, 1985
- Bertrand Chartrand, « Balises pour une éthique de l’environnement et du développement durable », dans Prades José A., Tessier Robert et Vaillancourt Jean-Guy, Gestion de l’environnement, éthique et société, Québec, Éditions Fides, 1992, p. 127-140
- J.-P. Deléage, Histoire de l’écologie, une science de l’homme et de la nature, Paris, La Découverte, 1991
- Brigitte Dumas, Camille Raymond et Jean-Guy Vaillancourt (dir.), Les sciences sociales de l’environnement, Montréal, Les Presses de l’Université de Montréal, 1999
- (en) Arturo Escobar, Encoutering Development : the Making and Unmaking of the Third World, Princeton, Princeton University Press, 1995
- Olivier Godard, « L’environnement, une polysémie sous-exploitée », dans Jollivet Marc (sous la dir.), Sciences de la nature, sciences de la société : les passeurs de frontières, Paris, CNRS édition, 1992
- Jacques Grinevald, « Pour une contribution à l’histoire récente de l’idée de progrès : éléments biblio-chronologiques », dans Bourg Dominique et Besnier Jean-Michel (sous la dir.), Peut-on encore croire au progrès ?, Paris, PUF, 2000, p. 255-276
- André Guichaouha et Yves Goussault, Sciences sociales et développement, Paris, Armand Colin, 1993
- H. Kempf, L’économie à l’épreuve de l’écologie, Paris, Hatier, coll. « Enjeux », 1991
- B. Kalaora, Le musée Vert, Paris, Anthropos, 1981
- Catherine Larrère (dir.), Les philosophies de l’environnement, Paris, PUF, 1997
- P. Lascoumes, L’éco-pouvoir, environnement et politique, Paris, La Découverte, 1994
- Edgar Morin, La nature de la Nature, Paris, Seuil, coll. « Points »
- Serge Moscovici, La société contre nature, hommes domestiques et hommes sauvages, Paris, Union Générale d’Éditions, coll. « 10/18 », 1974
- Serge Moscovici, Essai sur l’histoire humaine de la nature, Paris, Flammarion, 1977
- Marie-Dominique Perrot, Gilbert Rist et Fabrizio Sabelli, La mythologie des croyances programmées : économies des croyances dans la société moderne, Paris, PUF, 1992
- Marc Poncelet, Une utopie post-tiersmondiste, la dimension culturelle du développement, Paris, L'Harmattan, 1994
- José A. Prades, Robert Tessier et Jean-Guy Vaillancourt, Instituer le développement durable, éthique de l'écodécision et sociologie de l’environnement, Montréal, Éditions Fides, 1994
- José A. Prades, L'éthique de l'environnement et du développement, PUF, coll. « Que sais-je ? », 1995
- José A. Prades, Jean-Guy Vaillancourt et Robert Tessier (dir.), Environnement et développement : questions éthiques et problèmes socio-politiques, Montréal, Éditions Fides, 1991
- Programme des nations unies pour l’environnement (PNUE), Un seul monde : l’environnement et le développement 1972-1992, Nairobi, PNUE, 1992
- Gilbert Rist, Le développement : histoire d’une croyance occidentale, Paris, Presses de Sciences Po, 1998
- Oswaldo de Rivero, Le mythe du développement, Éditions de l’Atelier, 2003
- Michel Serres, Le Contrat Naturel, Paris, Françoise Bourin, 1990
- Robert Tessier et Jean-Guy Vaillancourt (dir.), La recherche sociale en environnement : nouveaux paradigmes, Montréal, Presses de l’Université de Montréal, 1996
- Laurence Tubiana, Environnement et développement : L’enjeu pour la France, Rapport au premier ministre, Paris, La Documentation Française, 2000
- J.-G. Vaillancourt, Mouvement écologiste, énergie et environnement : Essais d’écosociologie, Montréal, Les éditions coopératives Albert de Saint Martin, 1982 (lire en ligne)
- Ministère de l’aménagement du territoire et de l’environnement, L’environnement, ce qu’en disent les Français, Paris, La Documentation Française, 1999
- Anne Vallée, Économie de l'environnement, Paris, Seuil, 2002, 348 p.
- Franck-Dominique Vivien, Économie et écologie, La Découverte, coll. « Repères », 1994
- Franck-Dominique Vivien, Le développement soutenable, La Découverte, coll. « Repères », 2005